# 卢尔人
卢尔人（波斯文：‎）是一个主要生活在伊朗西部和西南部的伊朗民族，人口据估算约为五百万人，主要分布在洛雷斯坦省，科吉卢耶－博韦艾哈迈德省，胡齐斯坦省，法尔斯省（尤其是拉默尔德，穆罕默德哈塞尼，鲁斯塔姆），布什尔省，恰哈马哈勒－巴赫蒂亚里省，哈马丹省，伊拉姆省和伊斯法罕省。卢尔人使用卢尔语（一种与波斯语和库尔德语相关的语言）。根据伊斯兰百科，卢尔语是现存与中古波斯语最接近的语言。
卢尔人占科吉卢耶－博韦艾哈迈德省，伊拉姆省，洛雷斯坦省和恰哈马哈勒－巴赫蒂亚里省人口的多数。胡泽斯坦省人口的半数及布什尔省人口的30%为卢尔人。

## 历史
卢尔人是伊朗语族多个部落的混合体，起源于中亚和伊朗西部的前伊朗部落，如卡西特人Kassites（其家园似乎在现在的洛雷斯坦）和古特人Gutians。根据地理和考古学上的匹配，一些历史学家认为埃兰人是原卢尔人，其语言在中世纪才成为伊朗语。迈克尔-M-冈特指出，他们与库尔德人密切相关，但他们 "显然在1000年前就开始与库尔德人区别开来"。他补充说，沙拉夫汗-比德里西的Sharafnama "在过去享有王权或最高形式的主权或独立的五个库尔德王朝中提到了两个卢尔王朝。"沙拉夫汗在其1597年的书中有一章专门介绍了卢尔人和卢尔（Lurs and Lurs）统治者，他认为他们是库尔德人。